# Ángeles López de Ayala
Ángeles López de Ayala y Molero (Siviglia, 21 settembre 1856 – Barcellona, 29 gennaio 1926) è stata una scrittrice, giornalista e attivista spagnola, femminista e affiliata alla massoneria.
Viene considerata la principale intellettuale femminista spagnola di fine XIX e inizio XX secolo. Di ideologia repubblicana, promuove la creazione della Sociedad Autónoma de Mujeres de Barcelona (1892), considerata la prima organizzazione femminista spagnola, assieme all'anarchica Teresa Claramunt e alla spiritista Amalia Domingo Soler.
López de Ayala, inoltre, incentiva l'istituzione della Sociedad Progresiva Femenina nel 1897. Convinta sostenitrice dei diritti delle donne, López de Ayala affermava la necessità delle donne di emanciparsi dalla Chiesa e dalla supremazia dell'uomo.

## Biografia
Ángeles López de Ayala y Molero era la figlia di Gonzalo López de Ayala e di Asunción Molero y Valdivia e la nipote dello scrittore, politico liberale e massone Adelardo López de Ayala, figura importante perché introduce López de Ayala y Molero all'interno dei circoli progressisti e delle associazioni che appoggiavano il libero pensiero. Rimasta orfana di madre all'età di otto anni, viene affidata dal padre ad alcuni familiari incaricati di provvedere alla sua crescita ed educazione. Passa la sua vita con i familiari a Morón de la Frontera, trasferendosi successivamente a Zahara de la Sierra. Riceve una prima istruzione nel Convento de Santa Catalina ad Osuna e in seguito entra come novizia nel Convento de Santa María a Marchena. A causa della sua scarsa vocazione religiosa, decide di abbandonare il monastero dopo due anni, scoprendo più tardi un'inclinazione allo studio delle materie letterarie.

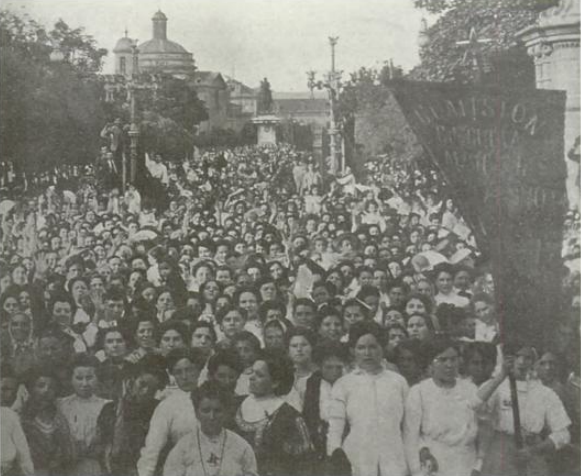
Donne manifestanti a Barcelona

All'età di diciassette anni termina la scrittura di un romanzo in quattro tomi intitolato El triunfo de la virtud, e poco dopo comincia a collaborare con riviste quali La Educación, El Fígaro, El Hispalense ed El Disparate. Si sposa nel 1882 e si trasferisce a Madrid con Francisco Valero de la Peña, suo marito e figlio del governatore civile di Jaén. Lì, inizia a collaborare con diverse pubblicazioni della stampa madrilena quali La Ilustración Madrileña, El Principiante, La Cocina Española e Las Regiones. Perde suo padre e i suoi fratelli verso la fine del 1880.
Nel 1887 pubblica l'opera Los terremotos de Andalucía o Justicia de Dios. Nello stesso anno intraprende una campagna pubblica contro l'istituzione monarchica, venendo poi arrestata per un breve periodo di tempo. Nel 1889 la dimora di Ángeles López de Ayala y Molero, allora trasferitasi a Santander, subisce un attentato.
Poco prima dei trent'anni, si trasferisce a Barcellona, dove fonda diversi settimanali: il repubblicano El Progreso, nato nel 1891 e ritornato in stampa nel 1896, che si interessava della difesa dei diritti della donna; El Gladiador (1906), che si occupava della condizione della donna e della lotta femminista; El Libertador (1910), avente come slogan Periódico defensor de la mujer y órgano del librepensamiento; ed El Gladiador del Librepensamiento, che termina la sua attività nel 1920 assieme alla Sociedad Progresiva, l'associazione femminista fondata dalla stessa López de Ayala di cui il suddetto giornale era organo di espressione. A Barcellona, inoltre, Ángeles López de Ayala collabora nella redazione dei periodici El Clamor Zaragozano, La Publicidad ed El Diluvio.
Ángeles, inoltre, finanzia una scuola laica serale che incentiva la creazione della Sociedad Progresiva Femenina, alla quale si affianca una scuola diurna per le bambine e una serale per gli adulti. Questa associazione era strettamente collegata alla Logia Constancia alla quale Ángeles López de Ayala apparteneva e della quale è stata segretaria nel 1895. Ayala fonda inoltre un orfanotrofio, una compagnia teatrale ed il Colegio Libre.
Il 10 luglio 1910 organizza a Barcellona, grazie all'aiuto del lerrouxismo, la più grande ed importante manifestazione femminile della II Restaurazione a sostegno dell'emancipazione della donna, del libero pensiero e della repubblica. L'obbiettivo della marcia era quello di dimostrare appoggio nei confronti di una proposta del politico spagnolo José Canalejas. Grazie alla manifestazione riesce a consegnare al governatore civile un messaggio, sottoscritto da 22 000 firme, nel quale le stesse donne dichiaravano di essere cattoliche, ma anticlericali.
A causa delle sue attività politiche e giornalistiche, per le quali viene costantemente controllata dalle autorità, passa lunghi periodi della sua vita in carcere.
Muore il 29 gennaio del 1926.

## Il legame con la massoneria
Importante risulta essere il legame di Ángeles López de Ayala con la massoneria: lavora infatti sin dal 1888 in alcune logge massoniche quali Orden de la Estrella de Oriente, associazione alla quale aderisce anche Francisco Valero de la Peña, suo marito, Amantes del Progreso del GONE e il circolo massonico Amor y Ciencia. Inoltre, López de Ayala è membro attivo della loggia Constancia. Questa associazione condivide con la Sociedad Progresiva Femenina i luoghi di ritrovo dei membri dei due gruppi associativi.
Dopo la morte di Ángeles López de Ayala, nel 1926, la rivista Vida Masónica apre con la sua biografia la Columna de Honor de las masonas españolas.

## Opere

### Periodici con i quali ha collaborato
- La Publicidad[14]
- El País[14]
- La Ilustración Madrileña[14]
- El Principiante[6]
- La cocina Española[6]
- Las Regiones[6]
- El ideal[6]
- El Fígaro[14]
- El Hispalense[14]
- El Disparate[14]
- Las Dominicales del Librepensamiento[14]
- La Voz Montañesa[6]
- El Clamor Zaragozano[6]
- La Publicidad[6]
- El Diluvio[6]
- El Fénix di Santander[13]

### Settimanali fondati da Ángeles López de Ayala
- El Progreso (1891/1896)
- El Gladiador (1906)
- El Libertador (1910)
- El Gladiador del Librepensamiento (1914)[6][13]

### Opere teatrali
- Lo que conviene a un marido, 1880. Opera teatrale.[6]
- Don Gonzalo de Córdoba, 1880. Opera teatrale.[6]
- De tal siembra tal cosecha. Barcelona: Maucci, 1889. Opera teatrale.[6]

### Libri
- Abismos,1896, Madrid, Romanzo storico.[6]
- El triunfo de la virtud, 1881. Romanzo.[6]
- Los terremotos de Andalucía o Justicia de Dios. Madrid: Tip. Huérfanos, 1886. Romanzo.[6]
- Absurdos sociales, Barcelona, 1899. Romanzo.[6]
- Primitivo, 1900. Libro di letture scolastiche.[6]
- Cuentos y cantares para los niños. Madrid: José Matarredona, 1888. Racconti.[6]